# 富山県幼稚園の廃園一覧
富山県幼稚園の廃園一覧（とやまけんようちえんのはいえんいちらん）は、富山県内の廃園となった幼稚園の一覧。対象となるのは、学制改革（1947年）以降に廃園となった幼稚園、及び分園である。園名は廃園当時のもの。廃園時に幼稚園（分園）が所在していた自治体がその後、合併により消滅している場合は、現行の自治体に含む。その他、現在休園中の県内の幼稚園や分園も事実上廃園となっているものが多いため、参考として本項に記載する。
（）内は、廃園になった年（もしくは、休園の措置が取られた年）、統合先の幼稚園など。明確な月日が記載されていないものは、3月31日付の廃園とする。

## 富山市
- 清水町幼稚園[1]（休園開始時期不詳）
- 樹心幼稚園
- 富山市立水橋西部幼稚園（2006年水橋中央幼稚園〈同年富山市立水橋幼稚園へ改称〉へ統合）[2]
- 富山市立八人町幼稚園（2007年愛宕幼稚園へ統合）[2]
- 稲荷町幼稚園（2009年休園）[3]
- 富山市立岩瀬幼稚園（2010年）
- 富山市立福沢幼稚園（2010年）
- 富山市立新保幼稚園（2012年熊野幼稚園と統合し[4]幼稚園型認定こども園富山市立新保なかよし認定こども園となり[5]、2022年幼保連携型認定こども園富山市立新保なかよし認定こども園[6]へ移行）
- 富山市立熊野幼稚園（2012年新保幼稚園と統合し新保なかよし認定こども園へ）[4]
- 富山市立杉原幼稚園（2014年）[7]
- 富山市立上滝幼稚園（2016年）[7]
- アームストロング青葉幼稚園〈旧〉（2016年幼保連携型認定こども園アームストロング青葉幼稚園〈新〉へ移行）[8]
- 藤園幼稚園〈旧〉（2016年幼保連携型認定こども園藤園幼稚園〈新〉へ移行）[9]
- 富山市立小見幼稚園（2018年休園、2019年廃園）[10]
- 大泉幼稚園（2019年休園、2022年廃園[11]）
- まどか幼稚園〈旧〉（2019年9月1日幼保連携型認定こども園まどか幼稚園〈新〉へ移行）[12]
- 富山市立呉羽幼稚園（2021年休園、2022年廃園）[13]
- 富山市立愛宕幼稚園（2022年）[14]
- 富山市立大庄幼稚園（2022年）[14]
- 富山市立大久保幼稚園（2023年富山市立大久保保育所と統合し富山市立大久保認定こども園へ）[15]
- 富山市立大沢野幼稚園（2023年）[16]
- あけぼの幼稚園（2023年）[17]

## 高岡市
- 志貴野幼稚園
- 高岡第一学園附属ひばり幼稚園（2008年）[注釈 1]
- 高岡市立福岡幼稚園（2009年）
- 高岡第一学園第二幼稚園〈旧〉（2019年認定こども園第二幼稚園〈新〉へ移行）[18]
- ひかり幼稚園〈旧〉（2021年認定こども園ひかり幼稚園〈新〉へ移行）[19]
- 高岡第一学園福岡ひばり幼稚園（2022年[20]高岡第一学園認定こども園福岡ひばり園[21]へ移行）

## 魚津市
- 魚津大谷幼稚園
- 明星幼稚園（2017年）

## 滑川市
- 滑川市立田中幼稚園（2010年）[22]
- 早月加積幼稚園（2016年早月加積認定こども園へ移行）[23]
- 北加積幼稚園（2018年きたかづみ認定こども園へ移行）[24]

## 砺波市
- 砺波市立出町幼稚園（2017年砺波市立出町保育所と統合し砺波市立出町認定こども園へ）[25]
- 砺波市立五鹿屋幼稚園（2017年東野尻幼稚園と統合し砺波市立南部認定こども園へ）[26]
- 砺波市立東野尻幼稚園（2017年五鹿屋幼稚園と統合し南部認定こども園へ）[26]
- 砺波市立北部幼稚園（2019年砺波市立北部保育所と統合し砺波市立北部認定こども園へ）[27]
- 砺波市立太田幼稚園（2019年砺波市立太田保育所と統合し砺波市立太田認定こども園へ）[28]
- 砺波市立中野幼稚園（2020年）[29]
- 栴檀野幼稚園（2020年富山森のこども園へ移行）[30]
- 砺波市立高波幼稚園（2021年北部認定こども園へ統合）[29]
- 出町青葉幼稚園〈旧〉（2021年[31]認定こども園出町青葉幼稚園〈新〉[32]へ移行）
- 砺波市般若幼稚園（2024年東般若保育園と統合し庄東認定こども園へ）[33]

## 小矢部市
- 小矢部カトリック明星幼稚園（休園）
- 小矢部市立石動幼稚園（2018年）[34]

## 南砺市
- 南砺市立城端幼稚園
- 福光青葉幼稚園〈旧〉（2012年幼稚園型認定こども園福光青葉幼稚園となり、2015年幼保連携型認定こども園福光青葉幼稚園〈新〉へ移行）[35]

## 射水市
- 大門幼稚園（2005年統合により大門わかば幼稚園へ）[36]
- 浅井幼稚園（同上）[36]
- 櫛田幼稚園（同上）[36]

## 下新川郡
- 入善幼稚園（2020年）[37]